# Mabuya bistriata
Mabuya bistriata är en ödleart som beskrevs av  Johann Baptist von Spix 1825. Mabuya bistriata ingår i släktet Mabuya och familjen skinkar. IUCN kategoriserar arten globalt som livskraftig. Inga underarter finns listade i Catalogue of Life.